# Represa de Guarapiranga
A Represa de Guarapiranga é um reservatório para o abastecimento de água potável situado na divisa entre os municípios de São Paulo (Zona Sul), Itapecerica da Serra e Embu-Guaçu, no estado de São Paulo, no Brasil, oferecendo e abastecendo água para mais de 4 milhões de pessoas no Estado. Dela só é habituado ter novidades nos períodos de estiagem ou quando os ambientalistas constituem soar o alarme de poluição dos mananciais que a abastecem. É, ainda, utilizada para o controle das cheias dos rios da região e como local de esportes náuticos e lazer ao longo de seu percurso de 28 quilômetros de margens, destacando-se a importância nos esportes de velaː há vários clubes de iatismo no seu entorno, como o São Paulo Yacht Club, Yacht Club Paulista, Yacht Club Itaupú, Clube de Campo Castelo, Clube de Campo de São Paulo e o Yacht Club Santo Amaro, berço de vários campeões da vela.

## Topônimo
O topônimo "Guarapiranga" é derivado do termo tupi antigo gûarapiranga, que significa "guarás vermelhos" (gûará, guarás + pirang, vermelho + a, sufixo). O guará, também conhecida como guará-vermelho, é uma ave que nasce preta e que vai tornando-se vermelha conforme o seu crescimento.

## História
construída pela São Paulo Tramway Light and Power Co. e inaugurada em 1908, sua finalidade era, primeiramente, atender às necessidades de produção de energia elétrica na Usina Hidrelétrica de Parnaíba.
Inicialmente conhecida por Represa de Santo Amaro, Guarapiranga teve sua construção iniciada em 1906 pela São Paulo Tramway, Light and Power Company, na época responsável pelo fornecimento de energia elétrica na cidade, sendo concluída em 1908. Em 1928, com o crescimento da região metropolitana de São Paulo, Guarapiranga passou a servir como reservatório para o abastecimento de água potável. Nesse mesmo ano, a represa foi o local de chegada dos aviadores italianos que fizeram uma das primeiras travessias aéreas do Atlântico Sulː Francesco de Pinedo, Carlo del Prete e Vitale Zacchetti.
O intuito de deter água parada para o consumo na cidade, intensificou o poder econômico da mesma e concomitantemente abrangeu o turismo para essa região, que até os dias atuais recebem um numero elevado de visitantes, e por consequência, a instalação de grandes chácaras, sítios e clubes em suas margens, principalmente de estrangeiros que sentem-se atraídos pela represa com clima semelhante ao do europeu, com seus meses gelados do inverno e calor na primavera, com sua garoa e neblina característica época que lembrava o fog londrino.
Em 1912 o São Paulo Yacht Club foi fundada próximo a barragem, este sendo o primeiro clube de Iatismo na represa.
A partir dos anos 1920 e 1930, um crescente interesse pela ocupação das margens da represa fez surgir loteamentos pioneiros que procuravam oferecer, ao cidadão paulistano, uma opção de lazer náutico. Sendo provenientes daí, o surgimento de bairros com nomes como Interlagos, Veleiros, Riviera Paulista e Rio Bonito. Foi o local de disputa do torneio de vela dos Jogos Pan-Americanos de 1963. Entre as décadas de 1980 e 1990, a ausência de políticas claras de uso e ocupação do solo por parte do Governo do Estado com parceria da Prefeitura de São Paulo e dos municípios vizinhos contribuiu para a criação de loteamentos populares clandestinos ao redor da represa, que cresceram desordenadamente e que jogam, na represa, esgoto não tratado.
O lançamento de esgoto levou ao aparecimento de algas e o comprometimento da qualidade do manancial e da água para abastecimento humano, obrigando a Companhia de Saneamento Básico do Estado de São Paulo (SABESP) a investir fortemente em programas de tratamento para minimizar o problema, que já estava em estágio grave.
Em 2007, teve início um projeto de revitalização da orla da represa de Guarapiranga, desenvolvido pela Subprefeitura da Capela do Socorro e pelo governo do estado. A obra incluiu novo parque, uma via panorâmica circundando toda a represa, ciclovia e calçada, além da árvore de natal inaugurada no dia 9 de dezembro de 2008.
Em junho de 2008, foi anunciado o início das obras de urbanização e infraestrutura de centenas de favelas da região, melhorando a qualidade de vida dos habitantes e a preservação das áreas de mananciais. Em 2011, foi palco do primeiro Mundialito de Clubes de Futebol de Areia e atualmente a modalidade possui 17 pódios, perdendo apenas para o vôlei e judô. Atualmente, é utilizada para abastecimento de água potável para a Região Metropolitana de São Paulo através da Companhia de Saneamento Básico do Estado de São Paulo. Durante a crise hídrica, a represa Guarapiranga foi utilizada para abastecer cerca de seis milhões da população da cidade.

## Geografia
A represa foi formada originalmente pelo represamento do Rio Guarapiranga. Seus principais tributários são o rio Embu-Guaçu e o rio Embu-mirim, além de outros córregos de menor porte, abrangendo áreas dos municípios de São Paulo, Itapecerica da Serra e Embu-Guaçu.
O parque tem a importante função de proteger a produção hídrica, minimizando a erosão e a sedimentação. Possui gramados, caminhos e recantos, abrigados por uma vegetação densa que desce até as margens da represa, composta predominantemente por eucaliptal entremeado por pequenos bosques com espécies da Mata Atlântica, além de áreas ajardinadas. Destacam-se angico-vermelho, cabuçu, capororocas (Myrsine coriacea e M. umbellata), camboatás (Cupania oblongifolia, C. vernalis e C. zanthoxyloides), guaçatonga, mandioqueiro, passuaré, pau-brasil, pau-de-tucano, tamanqueiro e tapiá-guaçu. Foram registradas 181 espécies, das quais 11 estão ameaçadas como a copaíba, o chichá e a grumixama.

## Fauna
Com fauna composta por 92 espécies, sendo 40 de borboletas, uma de réptil (lagarto-teiú), duas de mamíferos (o gambá-de-orelha-preta e o ratão-do-banhado) e 49 de aves. Nesse grupo ressalta-se a presença do pavó, um importante dispersor de sementes que se encontra ameaçado de extinção. No quesito beleza, destaque para a bandeirinha, que possui em sua plumagem as cores da bandeira nacional, daí seu nome. O gavião-carijó e a coruja-orelhuda figuram os rapinantes do parque. Foram avistadas aves endêmicas da Mata Atlântica como periquito-rico, pica-pau-anão-de-coleira, pica-pauzinho-verde-carijó, arredio-pálido e pichororé. Dentre as borboletas, destacam-se as detentoras de asas transparentes no tom cinza e manchas alaranjadas.

## Turismo
Apesar de ser uma região afastada das áreas centrais da cidade de São Paulo (subúrbio), a represa é um de seus principais ícones naturais e é muito procurada para lazer, devido a suas praias, parques, pela pesca amadora e esportes, com destaque para os esportes de vela, pois o local abriga vários clubes de iatismo em sua margens. Se tornou centro de excursões e passeios dos paulistanos. Com o passar dos anos foram surgindo clubes náuticos e residências de recreio para os fins de semana.
A represa ainda possui algumas ilhas, com destaque para a Ilha do Eucalipto, a maior delas, e para a Ilha dos Amores, que, em dezembro de 2008, abrigou uma árvore de natal de 15 metros de altura com as cores do Brasil e uma cortina de água com projeções com mais de 72 metros quadrados, as quais fazem parte do projeto Natal Iluminado, realizado pela Prefeitura de São Paulo em parceria com a Federação do Comércio do Estado de São Paulo (Fecomercio).
De carro, é possível chegar nos polos comerciais ao redor da represa pela Marginal Pinheiros, até a Avenida Atlântica (antiga Avenida Robert Kennedy). De transporte público, é possível pegar as linhas 6028 (Terminal Santo Amaro - Riviera), 737G (Terminal Santo Amaro - Terminal Guarapiranga), 6019 (Terminal Guarapiranga - Jd. Alfredo), 7710 (Metro Ana Rosa - Terminal Guarapiranga), 6505 (Terminal Bandeira - Terminal Guarapiranga), 637A (Pinheiros - Terminal Guarapiranga) e 745M (Campo Limpo - Shopping SP Market), da SPTrans em direção à represa.

## Lazer
Em sua represa está disponível cursos para aprender a navegar e velejar nas escolas de iatismo, também há cursos de windsurf, wakeboard e kitesurf, nos quais os esportistas se locomovem com pranchas. Além disso, o visitante pode andar de barco, lancha, desfrutar da infraestrutura que o clube oferece, com piscina, uma vasta área pra recreação e lanchonete. O Parque Ecológico do Guarapiranga também apresenta quadras poliesportivas, campos de futebol, lago, brinquedoteca, trilhas e um viveiro do qual saiu grande parte de de suas 379 mil mudas. Há também uma diversidade de espécie como aves, mamíferos e répteis que habitam a área.

## Parque Guarapiranga
Inaugurado em 1999, o Parque Guarapiranga reúne trilhas, lanchonete, churrasqueiras, dois campos de futebol, palco para shows, um viveiro com mais de 379 mil mudas de plantas, aproximadamente 500 espécies diversas de animais e uma pista de concreto de 1,6 km de extensão que passa por sobre as águas da represa. O parque possui gramados, caminhos e recantos que são compostos por uma vegetação bem densa que, com seu percurso, desce até as margens da represa, contendo predominantemente por eucaliptal entremeado por modestos bosques com espécies da Mata Atlantica.
O parque ocupa 28 km (7%) do entorno da represa, e abriga diversos clubes e escolas de variados esportes aquáticos, com aulas para quem deseja aprender a velejar ou a surfar de windsurf.
Para quem busca tranquilidade, o Salão Oval disponibiliza atividades voltadas para a terceira idade, como ioga, dança e ginástica chinesa. O espaço é mantido por voluntários.
Para o público infantil, o Parque conta com uma Brinquedoteca, mantida pela empresa Estrela. Há ainda um anfiteatro, um inocento e uma biblioteca com mais de oito mil itens.
Outro destaque é o Museu do Lixo, cujo acervo conta com os mais variados objetos encontrados no fundo da represa, que vão de latas de refrigerantes até sofás e geladeiras.

## Solo Sagrado de Guarapiranga
O Solo Sagrado de Guarapiranga fica na Zona Sul de São Paulo, em Parelheiros. Administrado pela Igreja Messiânica Mundial do Brasil, o local é aberto para toda a população, ele atrai trinta e cinco mil visitantes por mês, possui uma vasta área da Mata Atlântica, é um espaço para meditação e apreciação da natureza. O seu espaço possui uma ligação com a Represa de Guarapiranga e abriga, já que um dos seus portões da acesso as águas da represa e o outro lado pode ser encontrados uma grande diversidade de jardins com as mais diversas cores.
No Solo Sagrado de Guarapiranga tem como grandioso um templo que foi construído em forma de anel e abriga três santuários: o primeiro é o Santuário de Deus Supremo( o altar central), o segundo o Santuário de Meishu-Sama(ao lado direito) e o terceiro o Santuário dos Antepassados(ao lado esquerdo) um lugar para momentos com os entes que já partiram. Para quem gosta de arte, existe um Centro Cultural que expõe obras renovadas de diferentes artistas, salas de multiuso e de audiovisual. Esse centro apresenta tradições japonesas com oficinas de Ikebana e cerimônia do chá. Há um dia específico em que acontece o Culto de Agradecimento às bênçãos alcançadas, em média, vinte mil pessoas comparecem a esse culto antes de ir ao Solo Sagrado. Apresenta também uma lanchonete, uma praça e um espaço para piquenique, são milhares de árvores e uma reserva florestal com diferentes espécies de animais.

## Projeto Orla da Guarapiranga
O projeto consiste na construção de 7 (sete) parques as margens da represa, além de uma ciclovia com a extensão de 10 (dez) quilômetros, interligando-os, substituição de muros por grades e calçadas permeáveis.
A revitalização da Represa Guarapiranga conta com a parceria das secretarias municipais das Subprefeituras e do Verde e Meio Ambiente, da Subprefeitura Capela do Socorro, da Secretaria de Saneamento e Energia do Estado e do Banco Mundial.
Dentre os parques estão: Parque Praia São Paulo, Parque da Barragem, Parque Várzea do São José, Parque 9 de julho, Parque Castelo, Parque Atlântica e Parque Hípica.

### Parque Praia São Paulo
Localizado as margens da Represa de Guarapiranga, o Parque Praia São Paulo é voltado para a contemplação, lazer e prática de esportes, pois sua área de 168.700 (cento e sessenta e oito mil e setecentos) m² apresenta quadras de areia, playground da longevidade e infantil, ciclovias, áreas de plantio de árvores nativas, sanitários e ainda uma área destinada a banhistas da represa. Seu primeiro trecho apresenta o nome de Praia do Sol e abrange cerca de 18 (dezoito) m² e foi inaugurado pelo então prefeito Gilberto Kassab e pela então secretária estadual de Saneamento e Energia, Dilma Pena em 26 de julho de 2009. Todo o parque faz parte do Projeto Orla do Guarapiranga.
Em sua fauna apresenta certa de 50 espécies de pássaros. Em sua maioria de área aberta e aquáticos. Dentro os aquáticos, observa-se pernilongo-de-costas-brancas, marrecas silvestres, socós, frangos-d’água, biguás, garças e mergulhão-caçador. Dentre os de áreas abertas são vistos, principalmente, coleirinho, pica-pau-do-campo, sabiás, caracará e anu-branco.
Já sua flora compreende áreas ajardinadas, árvores em alamedas, e isoladas e gramados, destacando-se seafórtia, capixingui, figueira-benjamim, areca-bambu, iúca, copaíba, árvore-polvo, falsa-seringueira, palmatória, jasmim-manga, maricá, jerivá, palmatória e romãzeira.

### Parque da Barragem
O parque apresenta o monumento do italiano Otone Zorlini em homenagem aos "Heróis da Travessia do Atlântico", fazendo referência aos italianos Carlo Del Prete, Francesco de Pinedo e Vitale Zachetti, responsáveis pela façanha de pousar o hidroavião Savoia-Marchetti S.55 "Santa Maria" nas águas da represa em 28 de fevereiro de 1927.
Em sua fauna existem cerca de 25 espécies de aves, dentre elas biguá, socós, irerê, frangos-d'água, jaçanãs, mergulhão-caçador, ananaí, carão, curutiés e garças. Há também a presença de duas espécies de roedores, o ratão-do-banhado e o preá.
Sua vegetação é composta por campos de várzea, gramados, alamedas de jerivás e arborização esparsa. destacando-se pau-ferro,sibipiruna, aroeira-mansa, maciços de cataia, salvínia, jerivá, pinheiro-do-paraná, alface-d'água, figueira-benjamim e gramíneas.
Em seus 88.584 (oitenta e oito mil, quinhentos e oitenta e quatro) m² apresenta ciclovia, praça, playground infantil e da longevidade, campo de futebol, sede, pista de caminhada, píer e horta-escola.
Atualmente apresenta um projeto de educação ambiental que consiste em estimular a consciência acerca da preservação do parque e do meio ambiente local, repassando, aos frequentadores do parque, conceitos e informações ambientais em diversas atividades oferecidas pelo parque.
Dentre as atividades então trilhas, oficinas, cursos e filmes sobre o meio ambiente.

### Parque São José
Além de participar do projeto de revitalização da Orla da Represa Guarapiranga, o parque também faz parte do Programa Operação Defesa das Águas, pois apresenta a função de proteger a foz e as margens do córrego homônimo, um dos  maiores contribuintes de água para a represa.
Em sua fauna apresenta uma rica variedade de aves aquáticas, dentre elas garças, saracuras, socós, frangos-d'água, biguás, mergulhões, marrecas silvestres, telha-mar, pernilongo-de-costas-brancas e colhereiros, além das espécies gavião-caramujeiro e carão. Também podem ser vistos esquilos, ratões-do-banhado, sapos-cururus, saguis, capivaras e pererecas arborícolas.
Em sua área de 94.987 (noventa e quatro mil, novecentos e oitenta e sete) m² a vegetação é composta por bosques, gramados e áreas jardinadas, observando-se principalmente cuvitinga, espatódea, aroeira-mansa, suinã, pitangueira, maricá e leucena.
Em sua infraestrutura apresenta quadras poliesportiva, trilhas, ciclovia, playground da longevidade e infantil, pistas de caminhada, áreas para contemplação, horta, trapiches e viveiros.

### Parque Castelo
Inaugurado em 2008, o parque também integra o Programa Operação Defesa das Águas.
Sua infraestrutura de 103.337 (cento e três mil, trezentos e trinta e sete) m²  oferece mirante para contemplação, aparelhos de ginástica de baixo impacto, sanitários, bebedouros, caminho de terra batida, trapiche, deck flutuante, portaria, e bosque com árvores nativas. Estas podem ser divididas em três categorias: campo de várzea, vegetação aquática e eucaliptal com sub-bosque. E destas destacam-se erva-de-bicho-gigante, gramíneas, aguapé, fruta-de-sabiá, pinheirinho-d'água, tapiá-guaçu, mussambê e crindiúva.
Já sua fauna apresenta grande variedade de espécies, sendo duas de mamíferos e 78 de aves. Dentre os mamíferos estão capivaras e ratões-do-banhado. Dentre as aves, as espécies mais vistas são originárias da Mata Atlântica, sendo pica-pau-anão-de-coleira, tiriba-de-testa-vermelha e arredio-pálido, além de papagaios, carão, irerês, caneleiras, ananaís, frangos-d'água, mergulhões, socós, pernilongo-de-costas-brancas, colhereiros, garças e saracuras.

### Parque 9 de Julho
O maior parque da Orla, com seus 537.514 (quinhentos e trinta e sete mil, quinhentos e catorze) m² apresenta em sua infraestrutura playgrounds, pistas de caminhada, trilhas, pontos de pesca, pista para aeromodelismo, paraciclos, aparelhos de ginástica de baixo impacto, trapiches na represa, campos de futebol, piquenique, portarias, bebedouros, bosque e áreas de descanso.
Sua vegetação é formada por eucaliptal com sub-bosque, capoerinha, campo antrópico, vegetação aquática, gramados, arborização recente, bosques heterogêneos e campos de várzea. Dentre as espécies destacam-se cruz-de-malta, junquinho, aguapé-de-flecha, cuvitinga, enidra, maricá, erva-de-bicho, pinheirinho-d'água, sangra-d'água e pariparoba.
Pela grande variedade de ambientes diversos no parque, sua fauna é muito rica. Registrando 170 espécies, sendo um réptil, catorze mamíferos, nove anfíbios anuros e 145 aves. Dentre estas últimas estão batuiruçus, águia-pescadora, maçaricos, marrecas silvestres, biguás, mergulhões, garças, saracuras, frango-d'água, socós, talha-mar, pernilongo-de-costas-brancas, canários, caminheiro-zumbidor, curicacas, polícia-inglesa-do-sul, urutau, curiango e tuju. Os principais anfíbios são apito-do-campo, rã-cachorro e perereca-verde. Dentre os mamíferos estão capivaras, morcegos, preás, ratões-do-banhado, caxinguelês e saguis.

## Pontos de Interesse
A represa abriga diversos pontos de interesse ao longo de sua margem, como clubes, parques, restaurantes:
- Parque Municipal Nove de Julho
- Clube de Campo de São Paulo
- Posto de Bombeiros Salvamento Aquático
- Parque Praia do Sol
- São Paulo Yacht Club (SPYC)
- Casa Paradiso
- Yacht Club Paulista
- Parque Ecológico do Guarapiranga
- Marina Sylvestre G. Nautica e cursos
- Yacht Clube Itaupú
- Tempo Wind & SUP Clube
- Associação Sampa Biker S
- Clube Guaraci
- Guarapiranga Golf & Country Club
- Clube Esportivo Náutico Guarapiranga
- Solo Sagrado de Guarapiranga[36]
- Yacht Club Santo Amaro (YCSA)
- Marina Atlântica
- Clube de Campo do Castelo
- 393° Grupo Escoteiro do Mar Legatis Régis- SP